# Рибки
Ри́бки — село в Україні, в Піщанській селищній громаді Тульчинського району Вінницької області. Населення становить 35 осіб.

## Історія
7 (20) листопада 1917 року, відповідно до Третього Універсалу Української Центральної Ради, увійшло до складу Української Народної Республіки.
12 червня 2020 року, відповідно до Розпорядження Кабінету Міністрів України від  № 707-р «Про визначення адміністративних центрів та затвердження територій територіальних громад Вінницької області», село увійшло до складу Піщанської селищної громади.
19 липня 2020 року, в результаті адміністративно-територіальної реформи та ліквідації Піщанського району, воно увійшло до складу новоутвореного Тульчинського району.

## Галерея

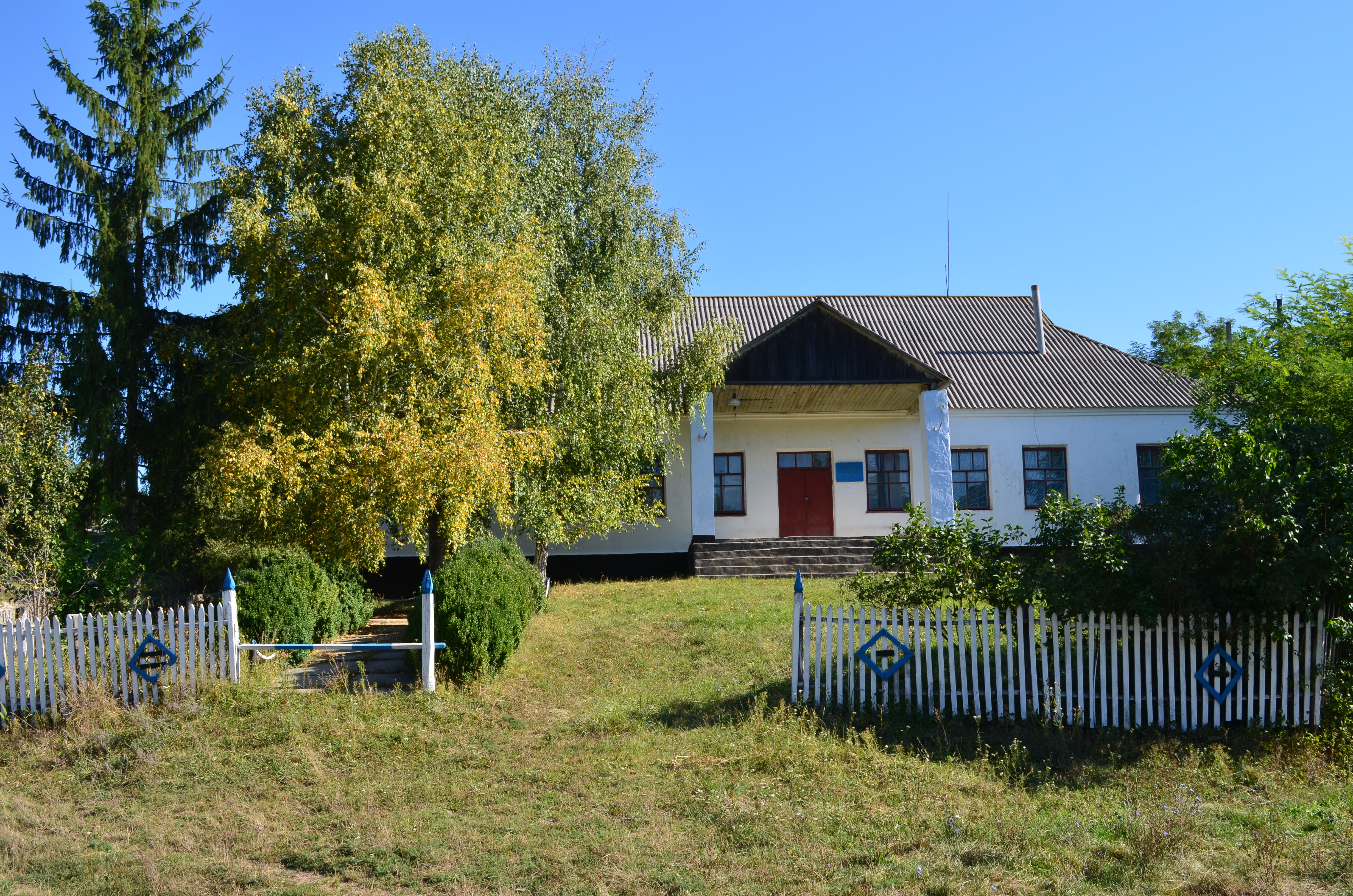
Фельдшерський пункт
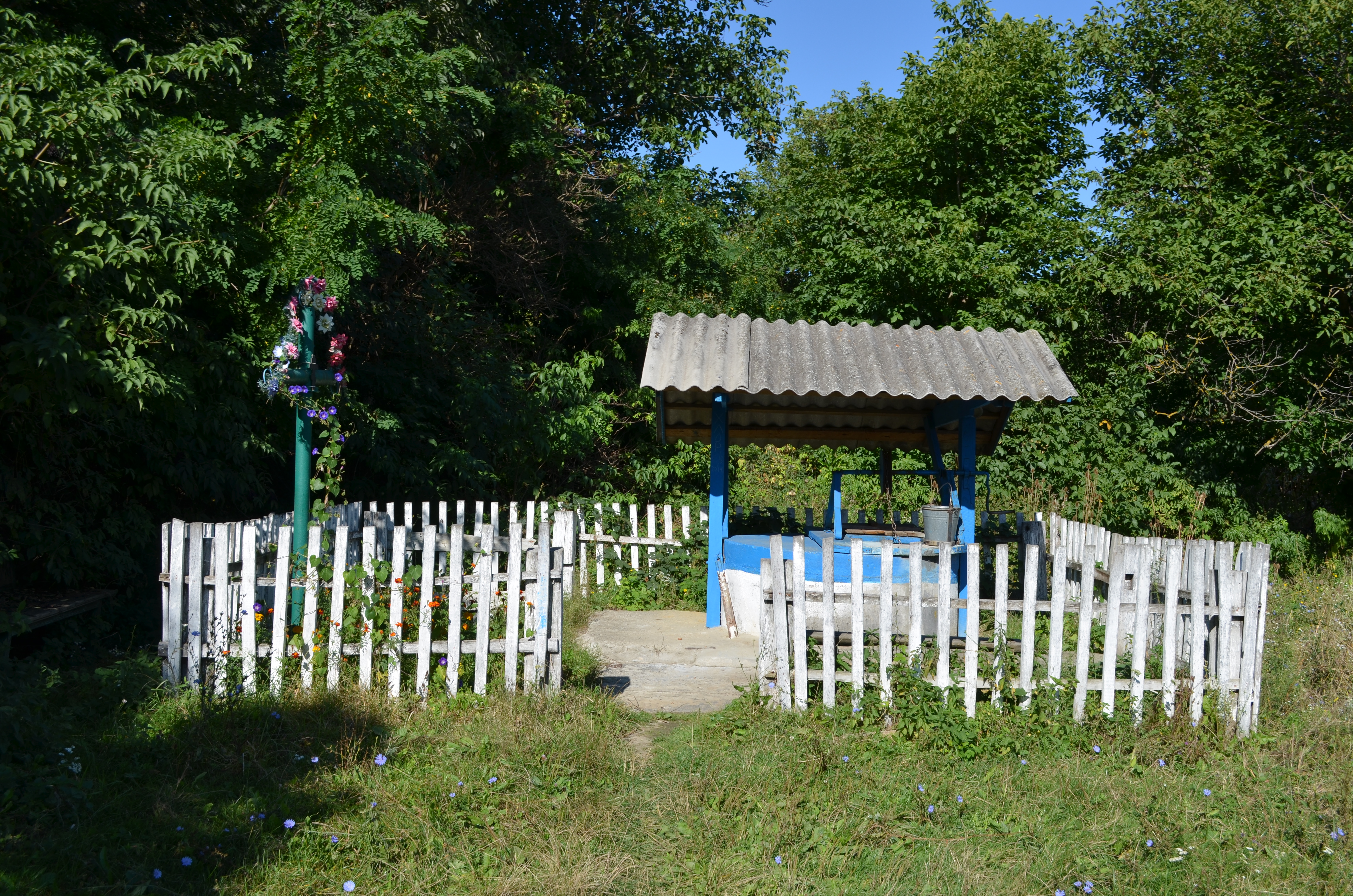
Сільська вулиця
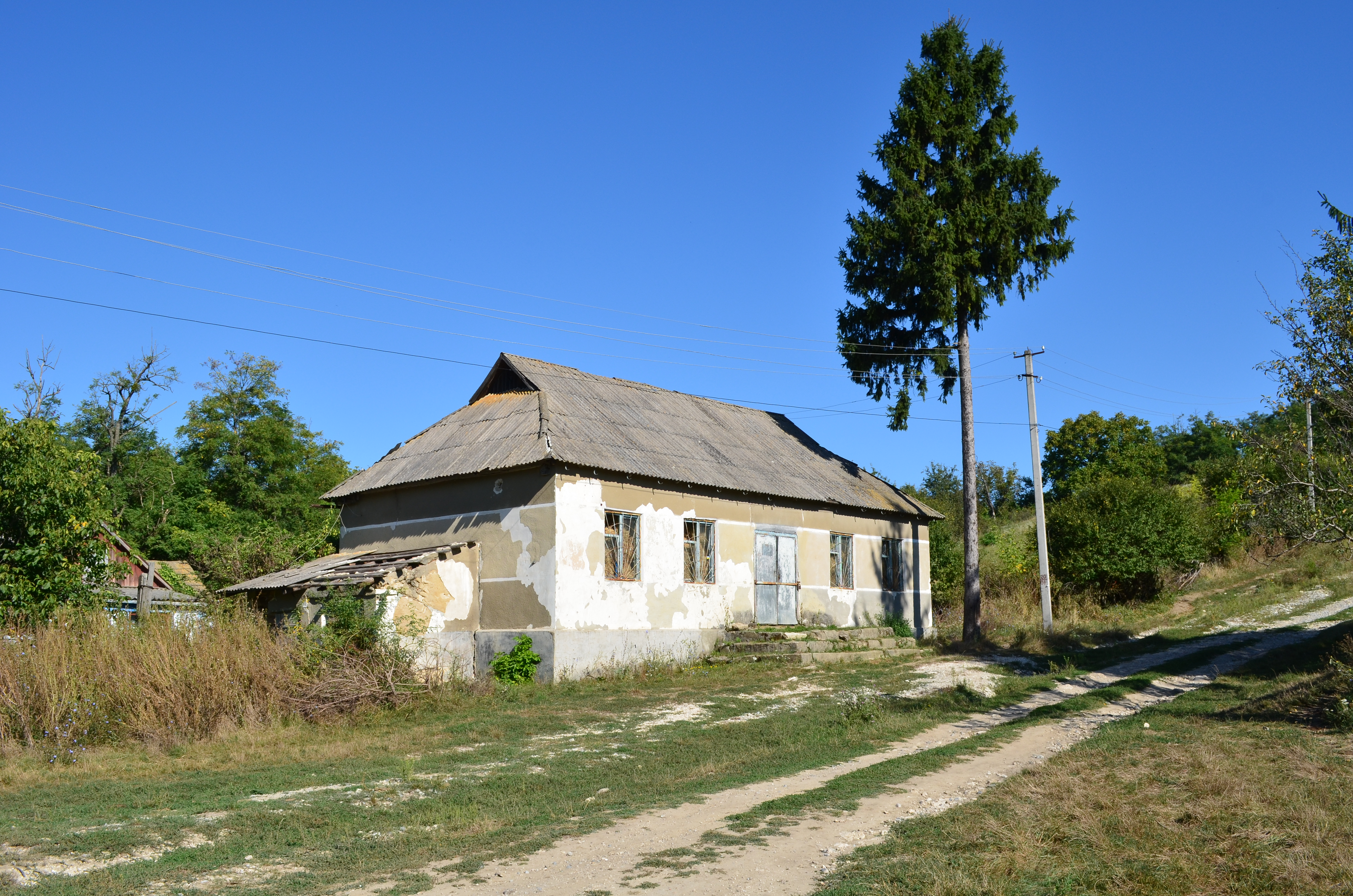
Будівля в селі
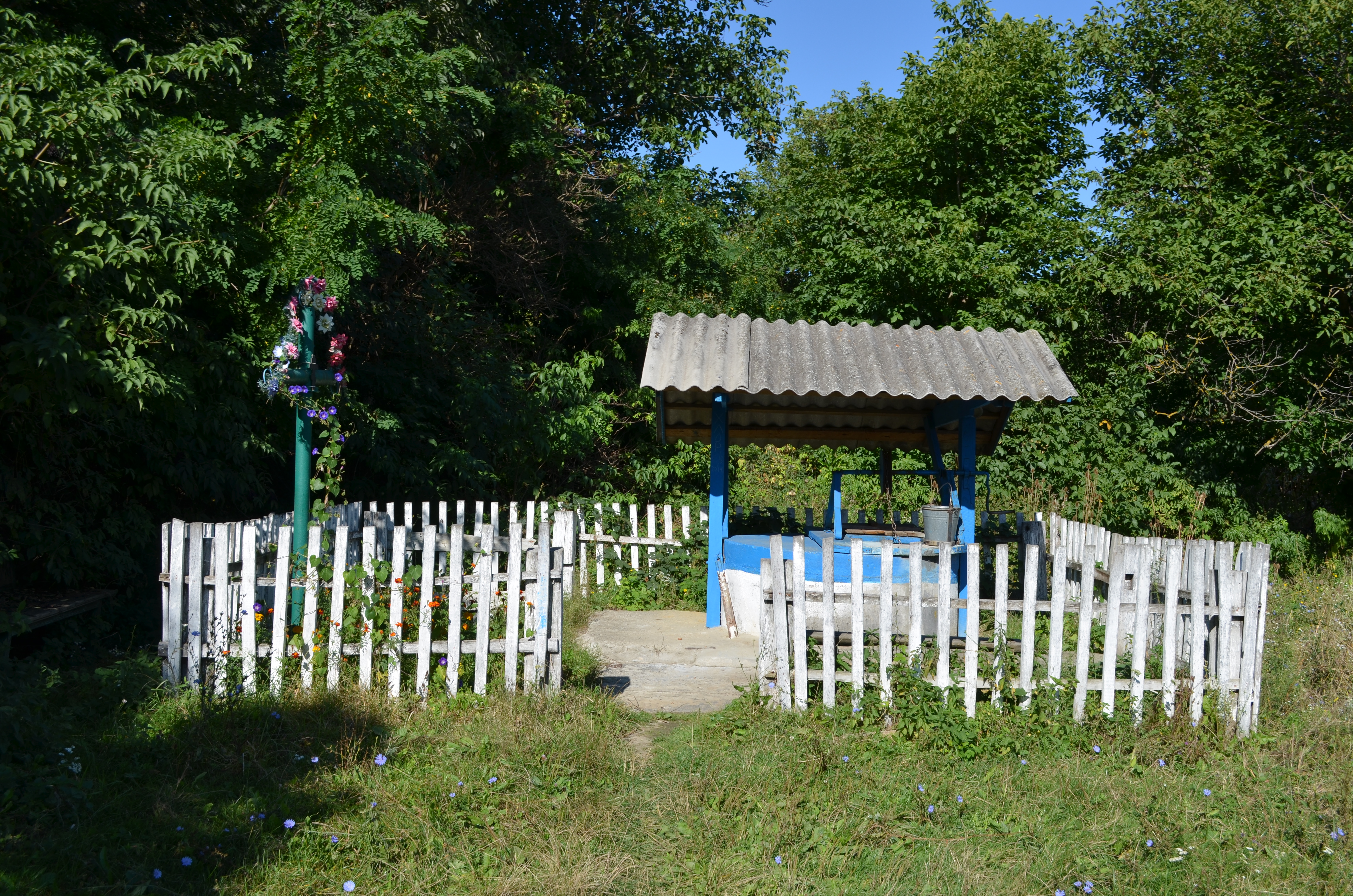
Криниця
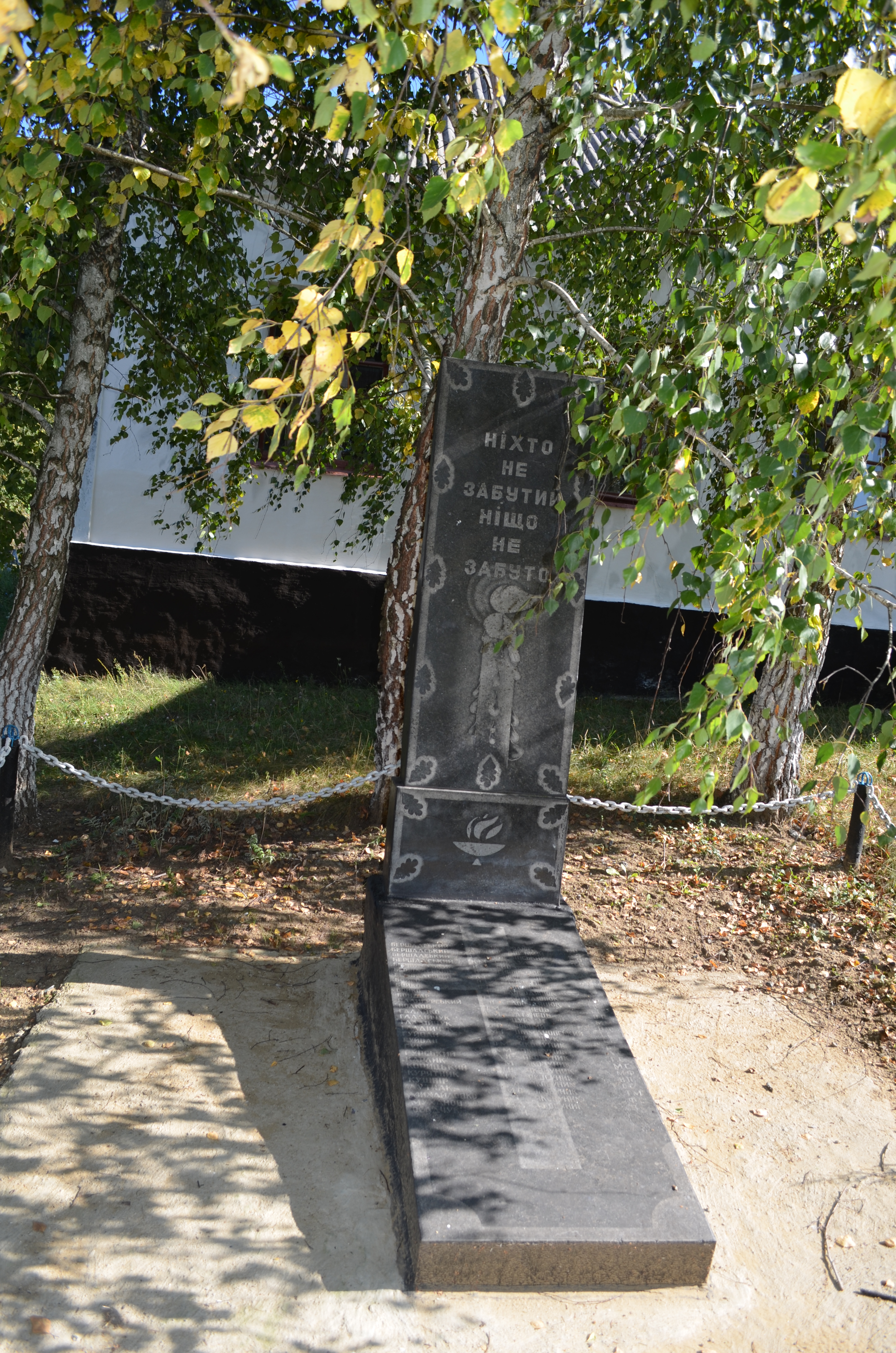
Пам'ятник воїнам-односельчанам
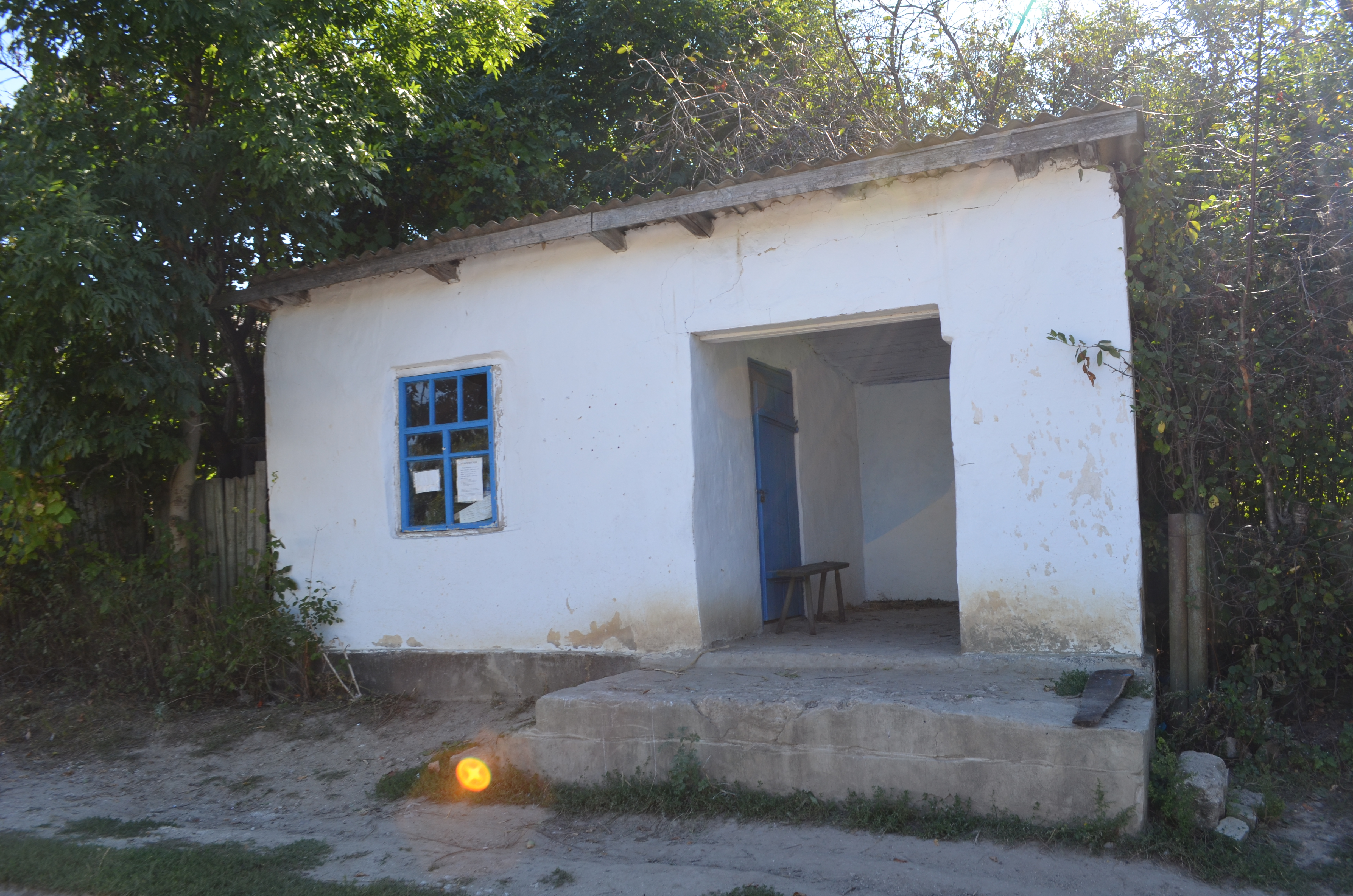
Будівля в селі
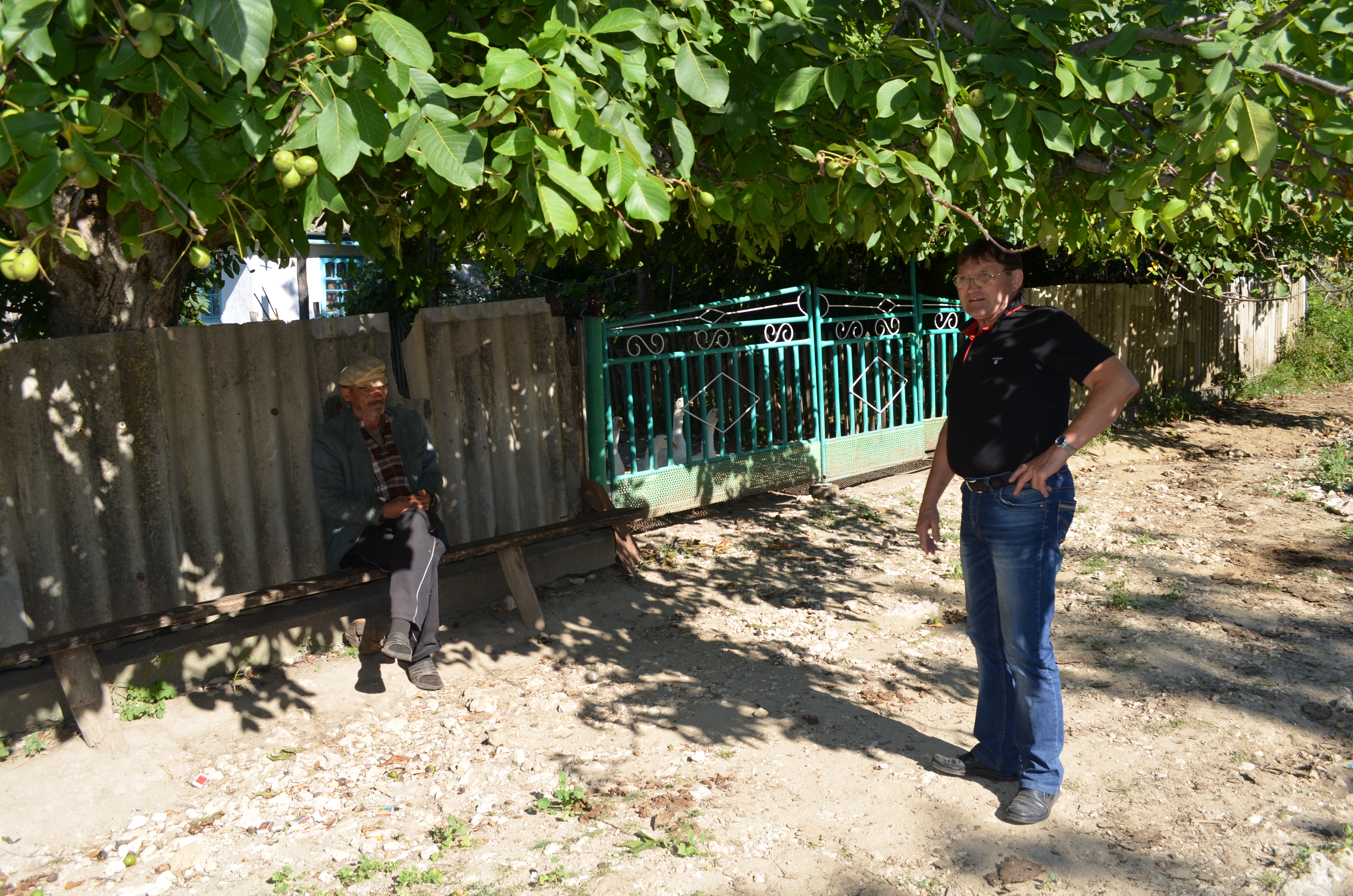
Розмова з місцевим жителем